# I quattro del clan dal cuore di pietra
I quattro del clan dal cuore di pietra (El clan de los Nazarenos) è un film italo-spagnolo del 1975 diretto da Joaquín Luis Romero Marchent.

## Trama
Un frate di nome Padre José in piena crisi di fede si unisce ad una banda di rapinatori per una serie di rapine.